# Ukranen

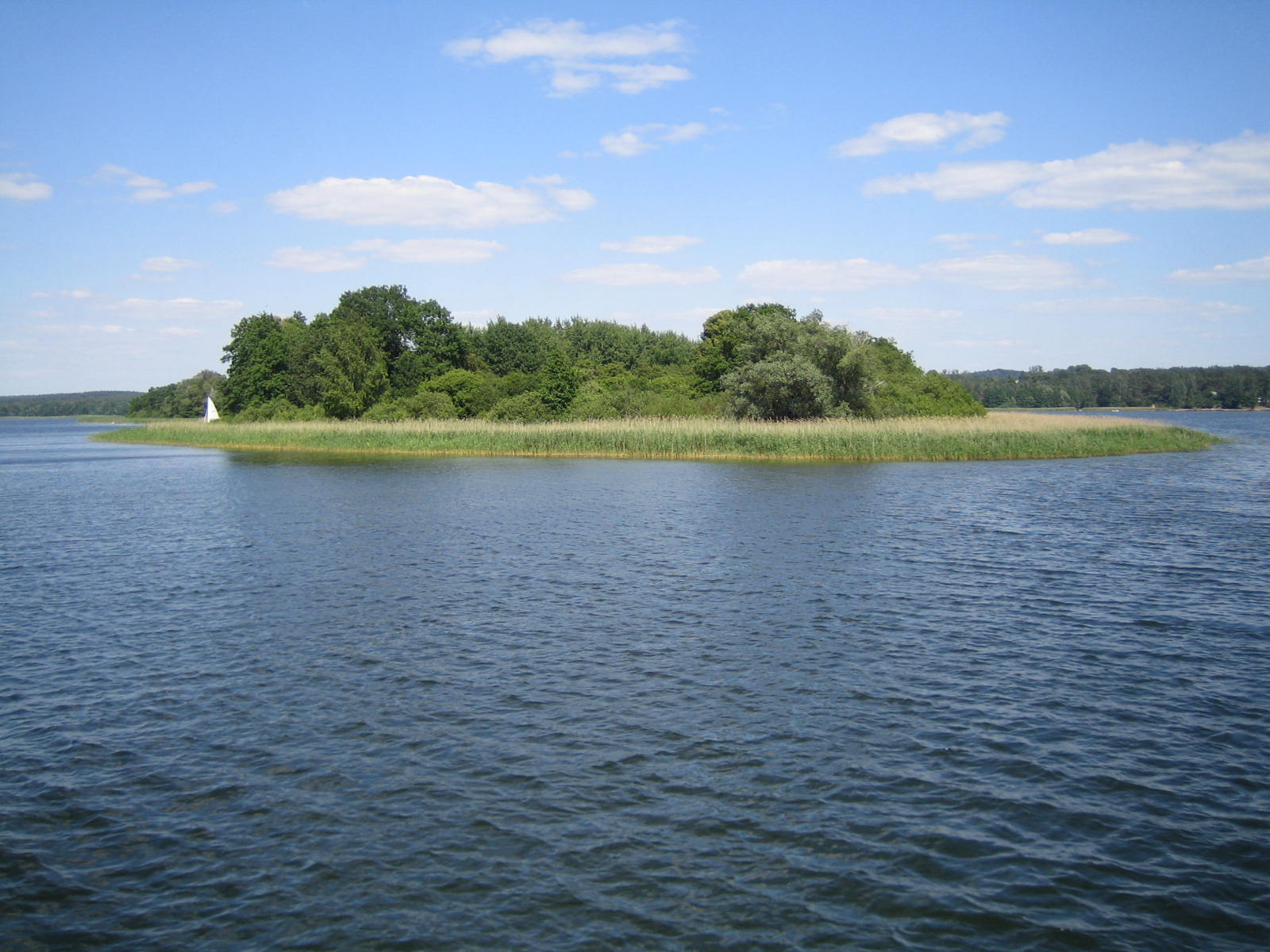
Burgwallinsel des Oberuckersees

Die Ukranen (auch: Ukrer) waren ein elbslawischer Stamm, der ab dem 10. Jahrhundert im Nordosten des heutigen Brandenburg und den angrenzenden Teilen Mecklenburg-Vorpommerns siedelte („Uckermark“). Das Siedlungsgebiet der Ukranen lag um die Uckerseen Ober- und Unteruckersee. Herrschaftlicher und wirtschaftlicher Zentralort könnte über mehrere Jahrhunderte der Burgwall Drense gewesen sein. Eine etwa vorhandene Identität und Eigenständigkeit verlor der Stamm spätestens um 1170 mit der Eroberung der Uckermark durch die pommerschen Herzöge.

## Name
Der Name der Ukranen setzt sich aus der Gewässerbezeichnung Ucker und der slawischen Endung -jane für „an der Ucker siedelnd“ zusammen. In den mittelalterlichen sächsischen Schriftquellen finden sich die Schreibweisen Wocronin, Wocronin oder Wucronin, Vuucri, Ucrani, Uchri, Ucrani oder Uerani und Ucrania. Eine Eigenbezeichnung oder sonstige slawische Schriftquellen existieren nicht. Ab dem Ende des 12. Jahrhunderts begegnet der Stammesname nur noch in Ortsangaben.

## Geschichte
Nach dem archäologischen Befund wanderten bereits im 7. Jahrhundert Slawen in das Gebiet an der Ucker ein. Es lässt sich jedoch nur vermuten, wann es zu einer Stammesbildung der Ukrer kam. Denn eine schriftliche Nachricht über die Ukranen findet sich erst zum Jahr 934. Dabei handelt es sich um einen Eintrag in den Quedlinburger Annalen. Diesem zufolge unternahm der ostfränkische König Heinrich I. einen Feldzug gegen die Ukrer. Aus einer weiteren Nachricht ist bekannt, dass die Ukranen unterworfen und tributpflichtig gemacht wurden.  Als Nächstes werden die Ukranen in der auf das Jahr 948 datierten Gründungsurkunde des Bistums Brandenburg erwähnt. Die Urkunde gilt aber als zweifelhaft und könnte auch aus dem Jahr 965 stammen. Genauer eingrenzen lässt sich eine Nachricht des sächsischen Historiographen Widukind von Corvey. Danach waren die Ukranen um das Jahr 955 Ziel eines Feldzuges durch den Markgrafen Gero, von dem dieser an der Spitze seiner Krieger mit reicher Beute zurückkehrte, was wiederum Rückschlüsse auf die wirtschaftliche Leistungsstärke der Ukranen zulässt. Im Jahr darauf kämpften „Ruani“ an der Seite des Markgrafen Gero in der Schlacht an der Raxa, bei denen es sich nach älteren Auffassungen um Ukranen gehandelt haben soll, deren Name durch eine Verschreibung entstellt wurde. Neueren Ansichten zufolge sollen damit Ranen von der Insel Rügen gemeint sein. Im Jahr 965 werden die Ukranen in einer Schenkungsurkunde Ottos I. für das Magdeburger Moritzkloster erwähnt. Danach waren sie Otto I. tributpflichtig und hatten einen Silberzins zu entrichten, der fortan dem Moritzkloster zustehen sollte. Ob es zu diesen Zahlungen kam, ist unbekannt. Spätestens um 983 entglitten die Ukranen der sächsischen Oberherrschaft. Denn es wird vermutet, dass sie sich an der Seite weiterer slawischer Stämme am Slawenaufstand von 983 beteiligten und sich dem Lutizenbund mit seinem zentralen Kultort Rethra anschlossen.
Im Freilichtmuseum Ukranenland in Torgelow findet sich der Nachbau einer frühslawischen Siedlung.